# ألفريد نورث
ألفريد نورث (بالإنجليزية: Alfred North)‏ (7 فبراير 1906 – 1 سبتمبر 1988) هو سبّاح من المملكة المتحدة راحل، مثّل بلاده في الألعاب الأولمبية الصيفية 1936.

## روابط خارجية
ألفريد نورث على موقع أوليمبيديا (الإنجليزية)